# Bonnetan
Bonnetan es una comuna y población de Francia, en la región de Aquitania, departamento de Gironda, en el distrito de Burdeos. Pertenece al Cantón de Créon.
Su población en el censo de 1999 era de 735 habitantes.
Está integrada en la Communauté de communes des Coteaux Bordelais.

## Historia
Es un pueblo muy antiguo, ya que en él se han realizado explotaciones agrícolas bastante importantes en campos de vid desde la época galorromana. Su nombre podría provenir de "bon étang" (buen estanque), quizá en referencia a ser un buen sitio de pesca. Varios nombres de lugares del pueblo tienen alguna sonoridad medieval: tal es el caso de "le Pas d'Ouen" (el Paso de Ouen), que en la Edad Media se usaba para indicar que se llegaba al final del pueblo, y del pequeño arroyo que atraviesa el pueblo, Canterane, que proviene del gascón que hace referencia al canto de las ranas.

## Demografía
| 255 | 275 | 418 | 623 | 679 | 735 |
| Para los censos de 1962 a 1999 la población legal corresponde a la población sin duplicidades (Fuente: INSEE [Consultar]) |     |     |     |     |     |